# Liste der Biografien/Martin, M
Liste der Biografien |
Portal Biografien |
M Personensuche
# |
A |
B |
C |
D |
E |
F |
G |
H |
I |
J |
K |
L |
M |
N |
O |
P |
Q |
R |
S |
T |
U |
V |
W |
X |
Y |
Z |
?
 
Ma |
Mb |
Mc |
Md |
Me |
Mf |
Mg |
Mh |
Mi |
Mj |
Mk |
Ml |
Mm |
Mn |
Mo |
Mp |
Mq |
Mr |
Ms |
Mt |
Mu |
Mv |
Mw |
Mx |
My |
Mz
 
Maa |
Mab |
Mac |
Mad |
Mae |
Maf |
Mag |
Mah |
Mai |
Maj |
Mak |
Mal |
Mam |
Man |
Mao |
Map |
Maq |
Mar |
Mas |
Mat |
Mau |
Mav |
Maw |
Max |
May |
Maz
 
Mara |
Marb |
Marc |
Mard |
Mare |
Marf |
Marg |
Marh |
Mari |
Marj |
Mark |
Marl |
Marm |
Marn |
Maro |
Marp |
Marq |
Marr |
Mars |
Mart |
Maru |
Marv |
Marw |
Marx |
Mary |
Marz
 
Marta |
Marte |
Marth |
Marti |
Martj |
Martl |
Martm |
Martn |
Marto |
Martr |
Marts |
Martt |
Martu |
Martw |
Marty |
Martz
 
Martia |
Martic |
Martie |
Martig |
Martik |
Martil |
Martim |
Martin |
Martir |
Martis |
Martit |
Martiu |
Martiv
 
Martin, A |
Martin, B |
Martin, C |
Martin, D |
Martin, E |
Martin, F |
Martin, G |
Martin, H |
Martin, I |
Martin, J |
Martin, K |
Martin, L |
Martin, M |
Martin, N |
Martin, O |
Martin, P |
Martin, Q |
Martin, R |
Martin, S |
Martin, T |
Martin, U |
Martin, V |
Martin, W |
Martin, Z |
Martina |
Martinb |
Martinc |
Martind |
Martine |
Marting |
Martinh |
Martini |
Martinj |
Martink |
Martino |
Martinp |
Martins |
Martinu |
Martiny |
Martinz
Die Liste der Biografien führt alle Personen auf, die in der deutschsprachigen Wikipedia einen Artikel haben. Dieses ist eine Teilliste mit 68 Einträgen von Personen, deren Namen mit den Buchstaben „Martin, M“ beginnt.

## Martin, M

### Martin, Ma
- Martin, Madeleine (* 1991), schwedische Schauspielerin
- Martin, Madeleine (* 1993), US-amerikanische Schauspielerin, Sängerin und Synchronsprecherin
- Martin, Mae (* 1987), nichtbinäre kanadische Komikerin und SchauspielerinMae Martin (* 1987)

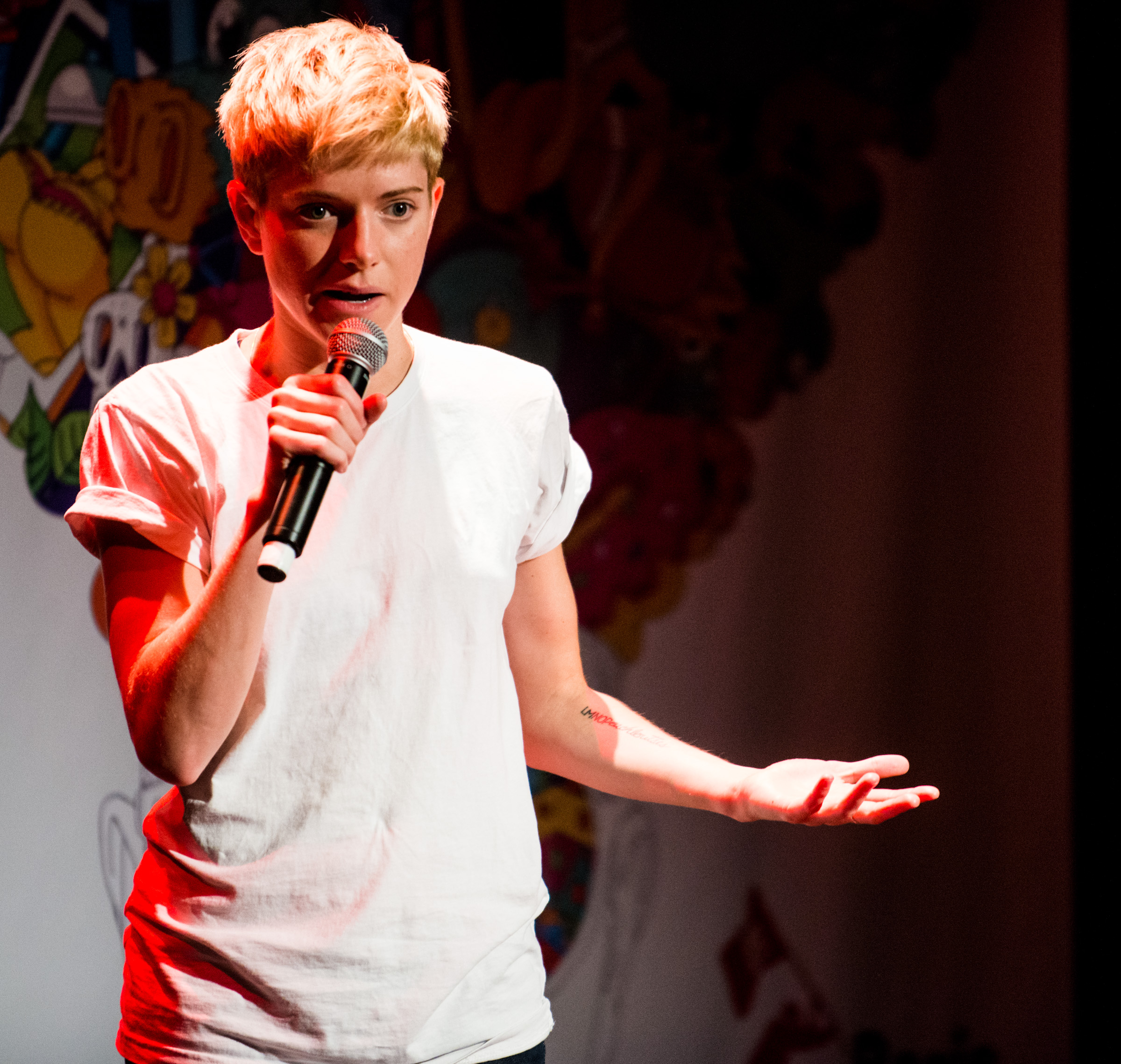
Mae Martin (* 1987)

- Martin, Magdeleine (1921–2015), kanadische Pianistin und Musikpädagogin
- Martin, Malachi (1921–1999), amerikanischer Kritiker des Zweiten Vatikanischen Konzils
- Martin, Malaury (* 1988), französischer Fußballspieler
- Martín, Manuel Gutiérrez (1913–1936), spanischer Geistlicher, Oblate der Makellosen Jungfrau Maria, Märtyrer
- Martin, Marcelle (1917–2014), kanadische Pianistin und Musikpädagogin
- Martin, Mardik (1934–2019), armenisch-amerikanischer Drehbuchautor
- Martín, María (1923–2014), spanische Schauspielerin
- Martin, Maria Clementine (1775–1843), Erfinderin des Klosterfrau-Melissengeistes
- Martin, Marianne (* 1935), deutsche Mundartsprecherin und Fernsehmoderatorin (MDR)
- Martin, Marianne (* 1957), US-amerikanische Radrennfahrerin
- Martín, Mariano (1919–1998), spanischer Fußballspieler
- Martin, Marie (1856–1926), deutsche Lehrerin, Frauenrechtlerin und Essayistin
- Martin, Marie Louise (1912–1990), Schweizer Theologin und Missionarin
- Martin, Marie T. (1982–2021), deutsche Schriftstellerin, Hörspielautorin und Lyrikerin
- Martin, Marilyn (* 1954), US-amerikanische Popsängerin
- Martin, Mario (* 1973), deutscher Vater
- Martín, Mario (* 2004), spanischer Fußballspieler
- Martin, Marion (1908–1985), US-amerikanische Schauspielerin
- Martin, Mark (* 1959), US-amerikanischer NASCAR-, ASA- und IROC-Rennfahrer
- Märtin, Markko (* 1975), estnischer Rallyefahrer
- Martin, Marko (* 1970), deutscher Schriftsteller und Publizist
- Martin, Marsai (* 2004), US-amerikanische Schauspielerin und Synchronsprecherin
- Martin, Marta (* 1966), US-amerikanische Schauspielerin
- Martín, Marta (* 1990), spanische Schauspielerin, Filmproduzentin und Regisseurin
- Martin, Marta (* 1999), deutsche Nachwuchsschauspielerin
- Martin, Marty (1897–1964), US-amerikanischer Filmtechnikpionier
- Martin, Marvin (* 1988), französischer Fußballspieler
- Martin, Mary (1913–1990), US-amerikanische SchauspielerinMary Martin (1913–1990)

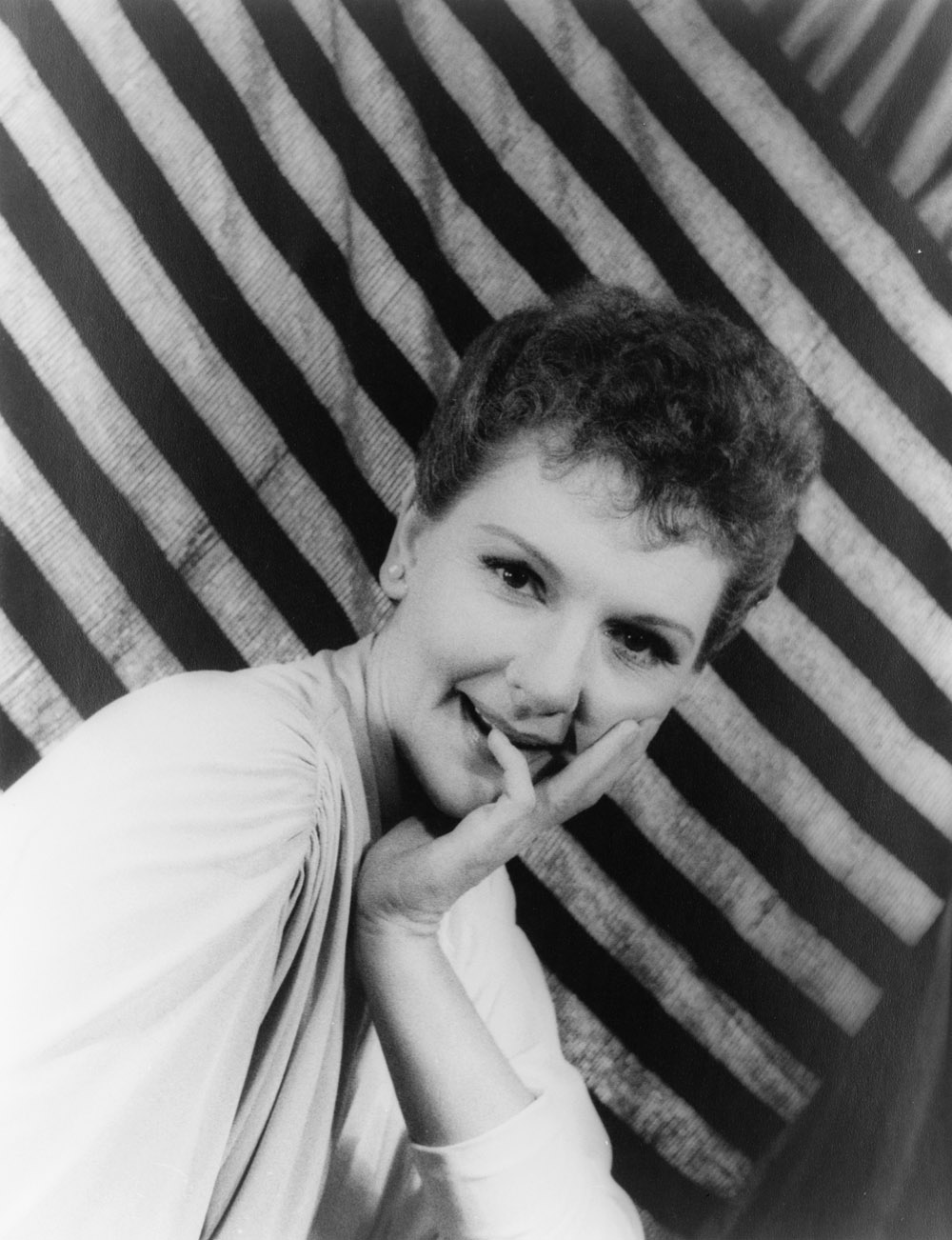
Mary Martin (1913–1990)

- Martin, Mary Ann (1817–1884), englisch-neuseeländische christliche Lehrerin und Autorin
- Martin, Mary Louisa (1865–1941), irische Tennisspielerin, neunmalige irische Meisterin
- Martin, Maryse (1906–1984), französische Schauspielerin und Sängerin
- Martin, Mathias (1765–1825), deutscher Orgelbauer
- Martin, Mathias (1882–1943), luxemburgischer Architekt und Autor
- Martin, Matt (* 1989), kanadischer Eishockeyspieler
- Martin, Maurice de (* 1969), deutscher Künstler und Musiker
- Martin, Max (1939–2016), Schweizer Archäologe
- Martin, Max (* 1971), schwedischer Produzent und SongschreiberMax Martin (* 1971)

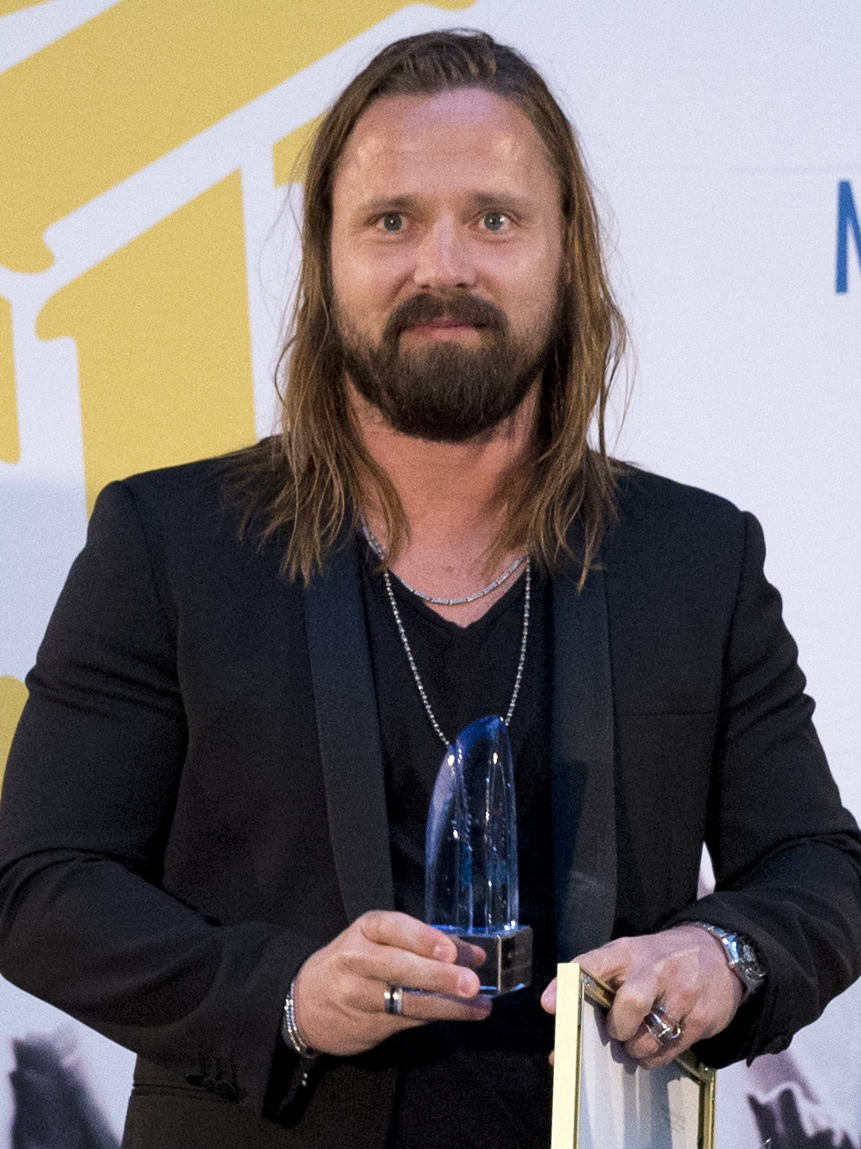
Max Martin (* 1971)

- Martin, Maxime (* 1986), belgischer Automobilrennfahrer
- Martín, Mayte (* 1965), spanische Flamenco- und Bolero-Sängerin und -Komponistin

### Martin, Me
- Martin, Meaghan Jette (* 1992), US-amerikanische Schauspielerin
- Martin, Médéric (1869–1946), kanadischer Industrieller und Politiker (Liberale Partei)
- Martin, Mel (1942–2017), US-amerikanischer Jazzmusiker
- Martin, Melissa (* 1976), australische Squashspielerin

### Martin, Mi
- Martin, Mia (* 1965), deutschamerikanische Schauspielerin
- Martin, Michael (1932–2015), US-amerikanischer Philosoph
- Martin, Michael (* 1959), deutscher evangelisch-lutherischer Theologe und Oberkirchenrat der Evangelisch-Lutherischen Kirche in Bayern
- Martin, Michael (* 1961), US-amerikanischer römisch-katholischer Ordensgeistlicher, Bischof von Charlotte
- Martin, Michael (* 1963), deutscher Fotograf und Autor
- Martin, Michael (* 2000), deutscher Fußballspieler
- Martin, Michael, Baron Martin of Springburn (1945–2018), britischer Politiker, Mitglied des House of Commons und Unterhaussprecher
- Martin, Micheál (* 1960), irischer Politiker
- Martin, Michelle (* 1960), belgische Straftäterin
- Martin, Michelle (* 1967), australische Squashspielerin
- Martín, Miguel Ángel (* 1962), spanischer Golfsportler
- Martin, Mihaela (* 1958), rumänische Geigerin und Pädagogin
- Martin, Mikael (* 1967), niederländischer Schauspieler und Theaterregisseur
- Martin, Mike (* 1976), kanadischer Eishockeyspieler
- Martin, Miklós (1931–2019), ungarischer Wasserballspieler
- Martin, Mitzi (* 1967), US-amerikanisches Model und Schauspielerin

### Martin, Mo
- Martin, Monika (* 1962), österreichische Sängerin der volkstümlichen MusikMonika Martin (* 1962)
- Martin, Monika (* 1969), deutsche Autorin

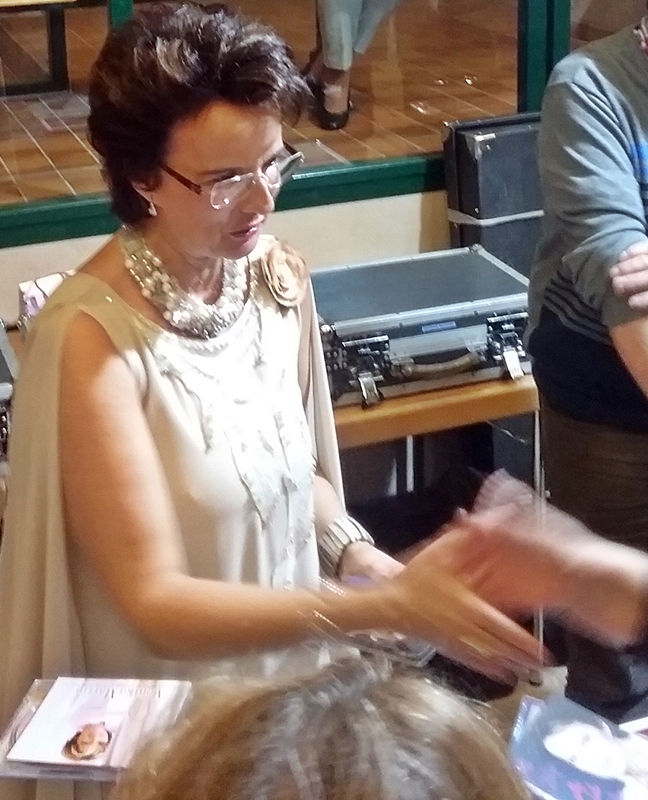
Monika Martin (* 1962)

- Martin, Monroe Harnish (1907–2007), US-amerikanischer Mathematiker
- Martin, Moon (1945–2020), US-amerikanischer Sänger und Songwriter
- Martin, Morgan Lewis (1805–1887), US-amerikanischer Politiker

### Martin, Mu
- Martin, Mungo (1879–1962), kanadischer Künstler